# براون، بوفيري وساي
براون، بوفيري وساي (براون بوفري BBC) مجموعة سويسرية من شركات الهندسة الكهربائية. تأسست في بادن، سويسرا، في عام 1891 من قبل تشارلز يوجين لانسلوت براون ووالتر بوفري الذين عملوا في Maschinenfabrik Oerlikon. في عام 1970، استولت المجموعة على Maschinenfabrik Oerlikon. في عام 1988، اندمجت مع ASEA لتشكيل مجموعة إيه بي بي، وهي شركة تنتج محرك تيار مستمر ومحركات تيار متردد ومولدات وشواحن توربينية ومحولات وأجهزة كهربائية للقاطرات. ذهبت بعض من تكنولوجيا الشركة لالمانيا حيث أستخدمت في غواصات يو في الحرب العالمية الثانية، مثل أنظمة التحكم بالعمق.

## تاريخ مبكر

### بعد الحرب العالمية الثانية
بعد الحرب العالمية الثانية، قدمت الحرب الباردة مجموعة متنوعة من فرص العمل للمقاولين الكهربائيين المرتبطين بالصناعات العسكرية، لكن الشركات التابعة لشركة براون بوفري كانت تعتبر شركات أجنبية في العديد من البلدان التي تعمل فيها، مما يجعل من الصعب على الشركة في بعض الأحيان الفوز بعقودتنطوي على التكنولوجيا الحساسة والعقود الحكومية الأخرى. ومع ذلك، برعت الشركة في توليد الطاقة، بما في ذلك مولدات الطاقة النووية، وازدهرت في هذا المجال. قدمت الكهربة إلى العالم الثالث وحققت أرباح كبيرة.

## الثمانينات

### الاندماج
في عام 1988 ، اندمجت الشركة مع شركة ASEA السويدية لتشكيل Asea Brown Boveri (مجموعة إيه بي بي).

## القاطرات وعربات السكك الحديدية

### كهربائي
- SBB-CFF-FFS RABDe 12/12
- SBB-CFF-FFS RBe 540
- SBB-CFF-FFS RBDe 560
- PRR O1

### التوربينات الغازية
- SBB-CFF-FFS Am 4/6 1101
- السكك الحديدية البريطانية 18000

## الترام

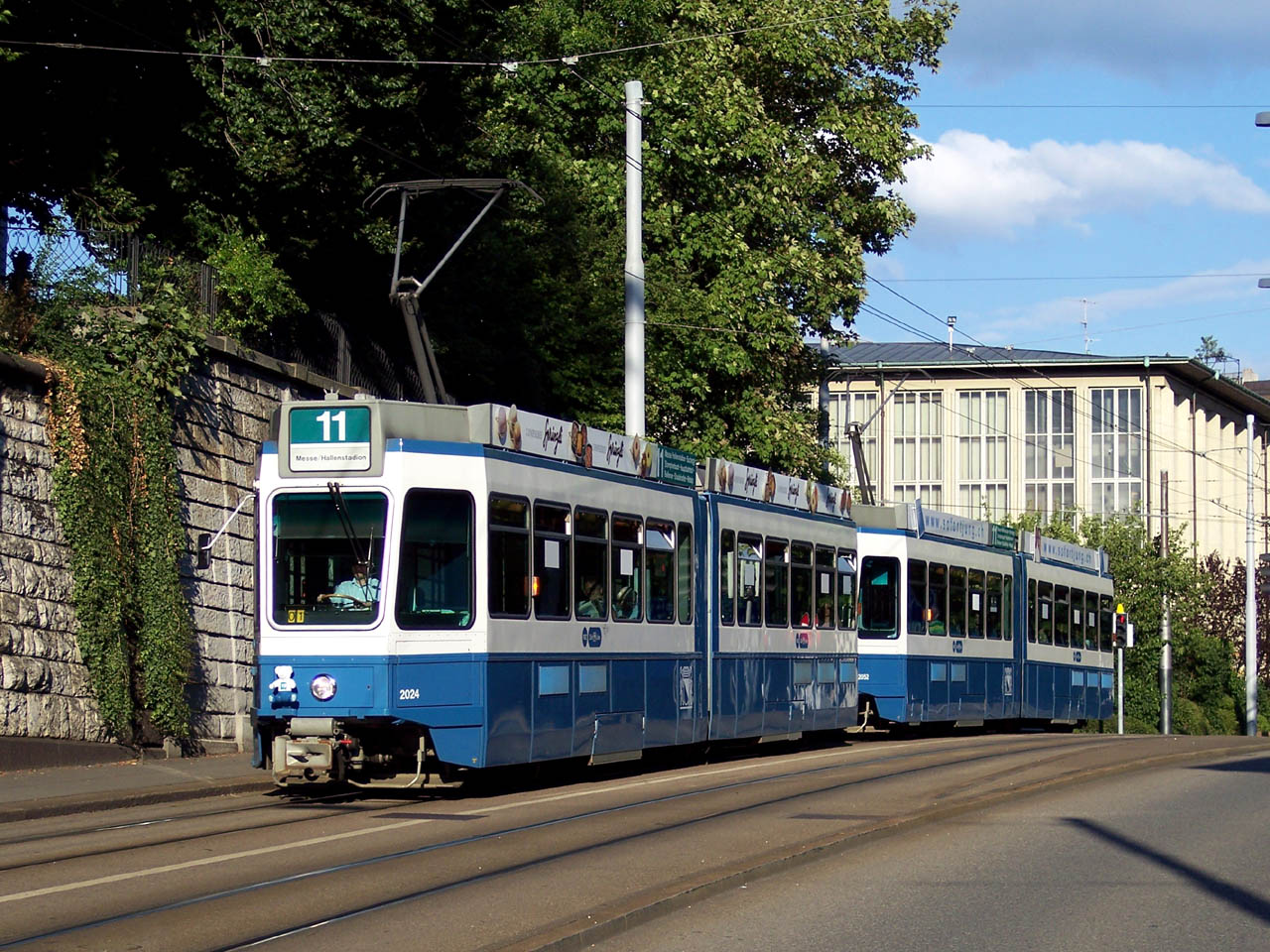
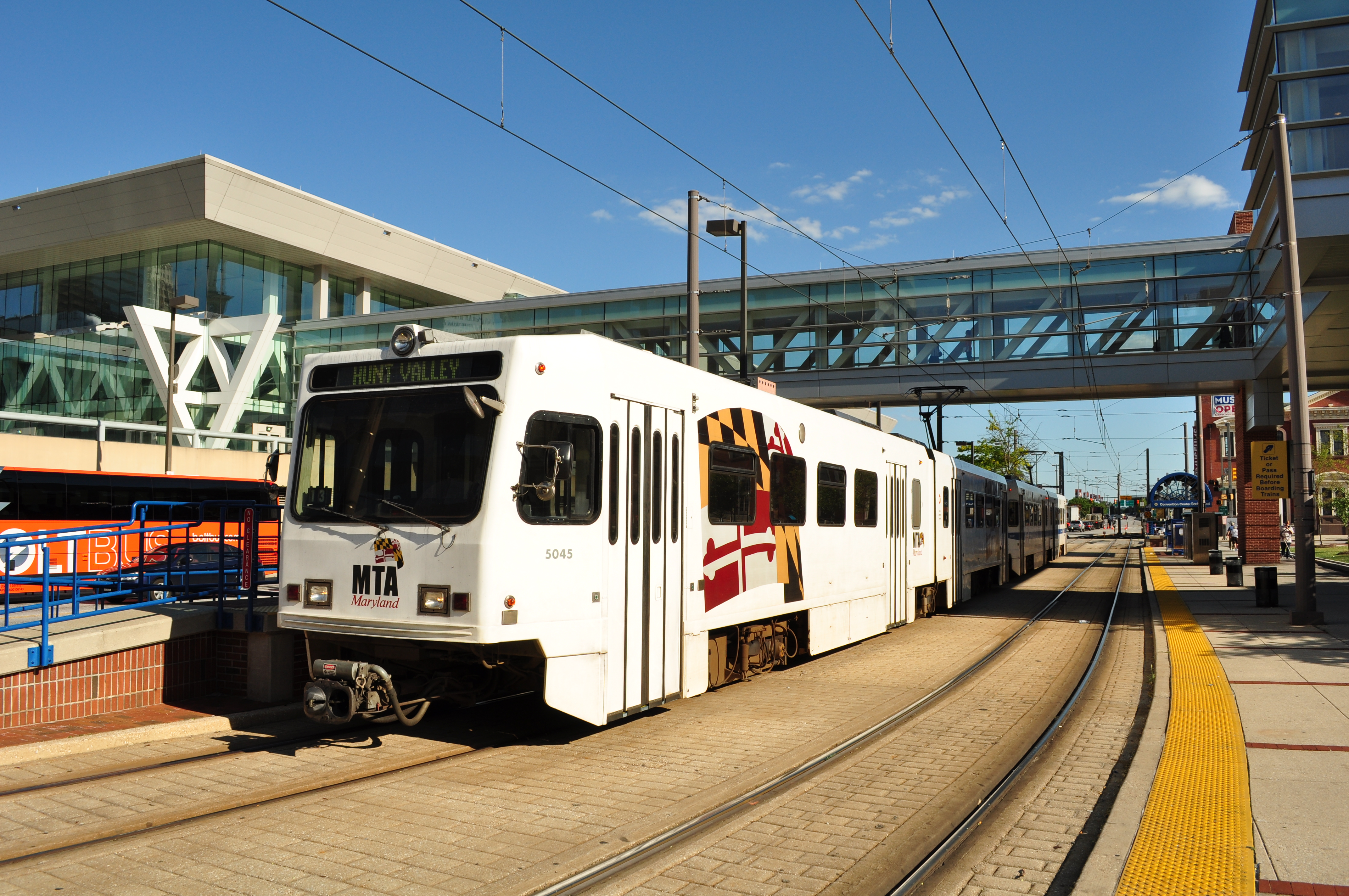

- الترام 2000
- بالتيمور ضوء السكك الحديدية LRV

## المعرض

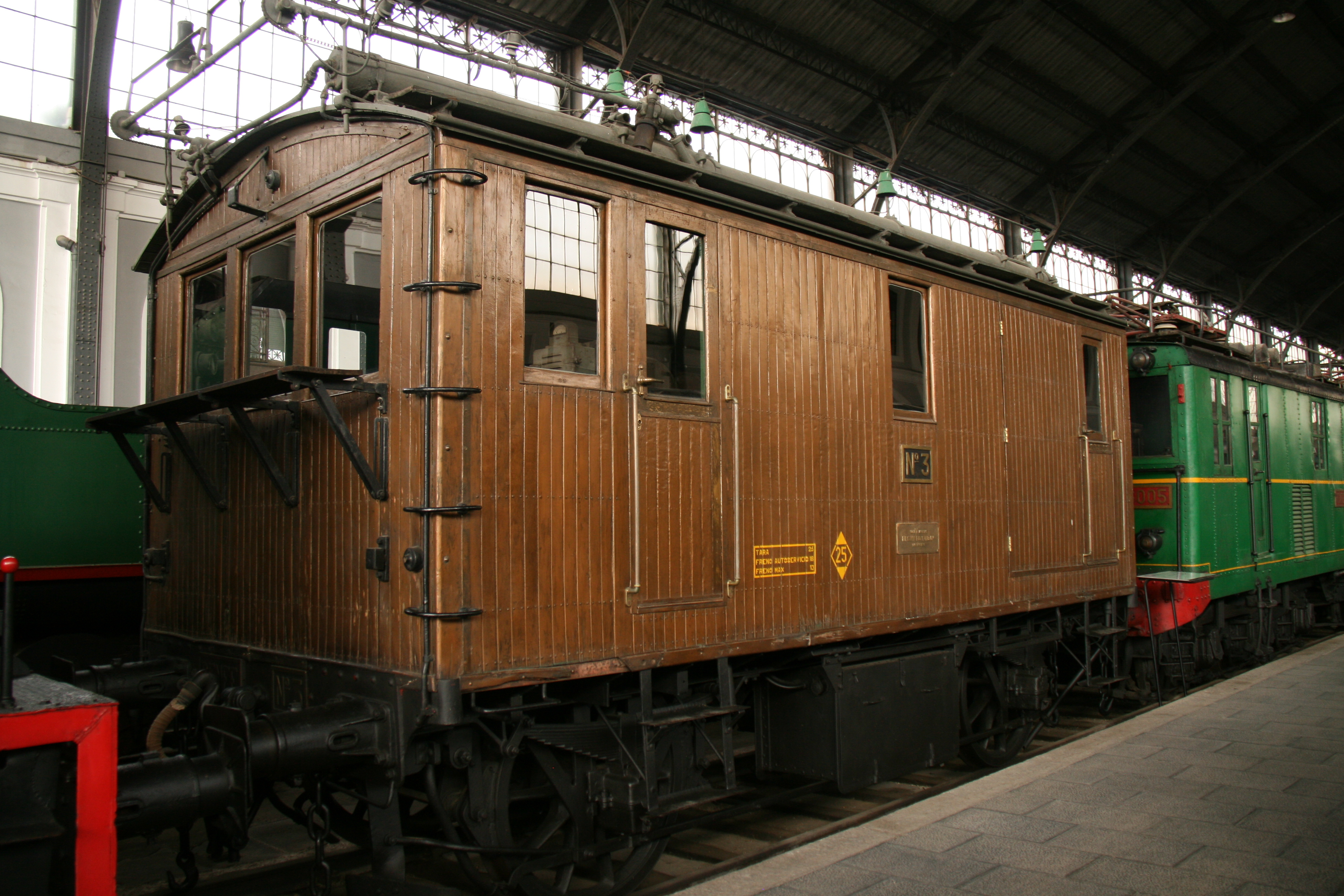
قاطرة براون بوفري الكهربائية  [لغات أخرى]‏ عام 1911
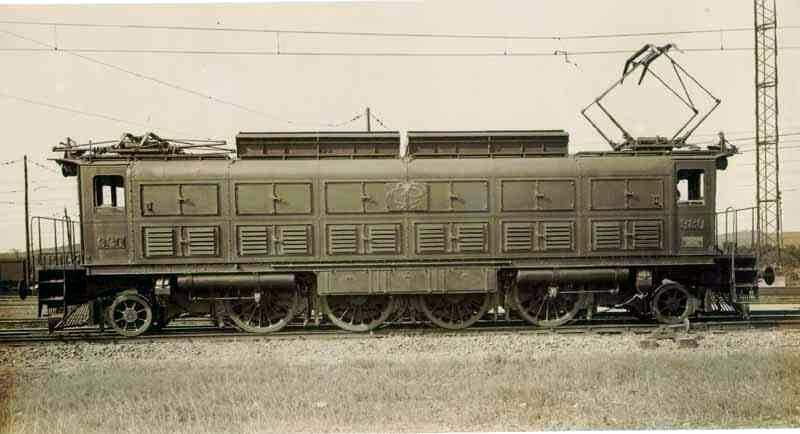
قاطرة براون بوفري الكهربائية عام 1929
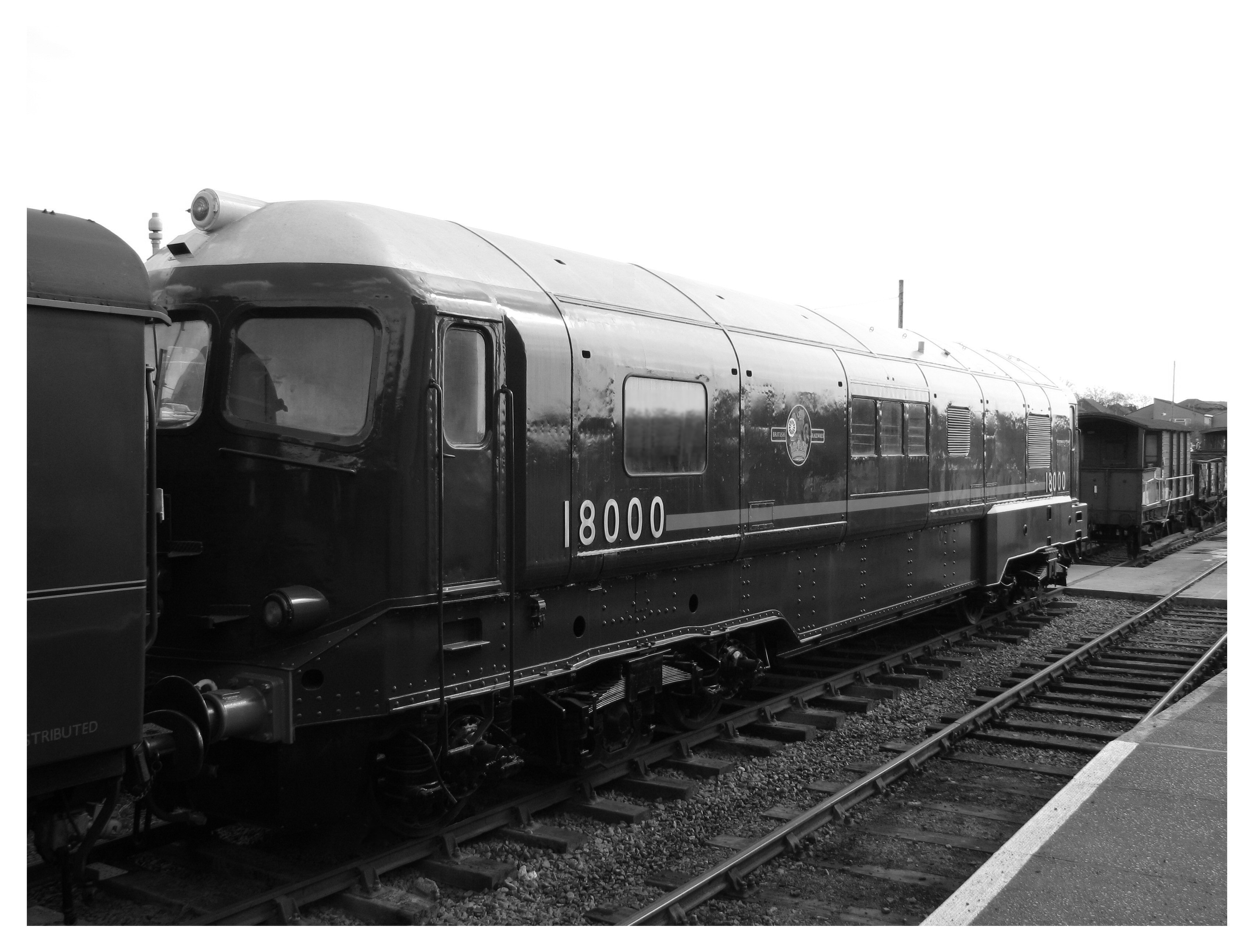
قاطرة براون بوفري للتوربينات الغازية ، British Rail 18000 ، بنيت عام 1949
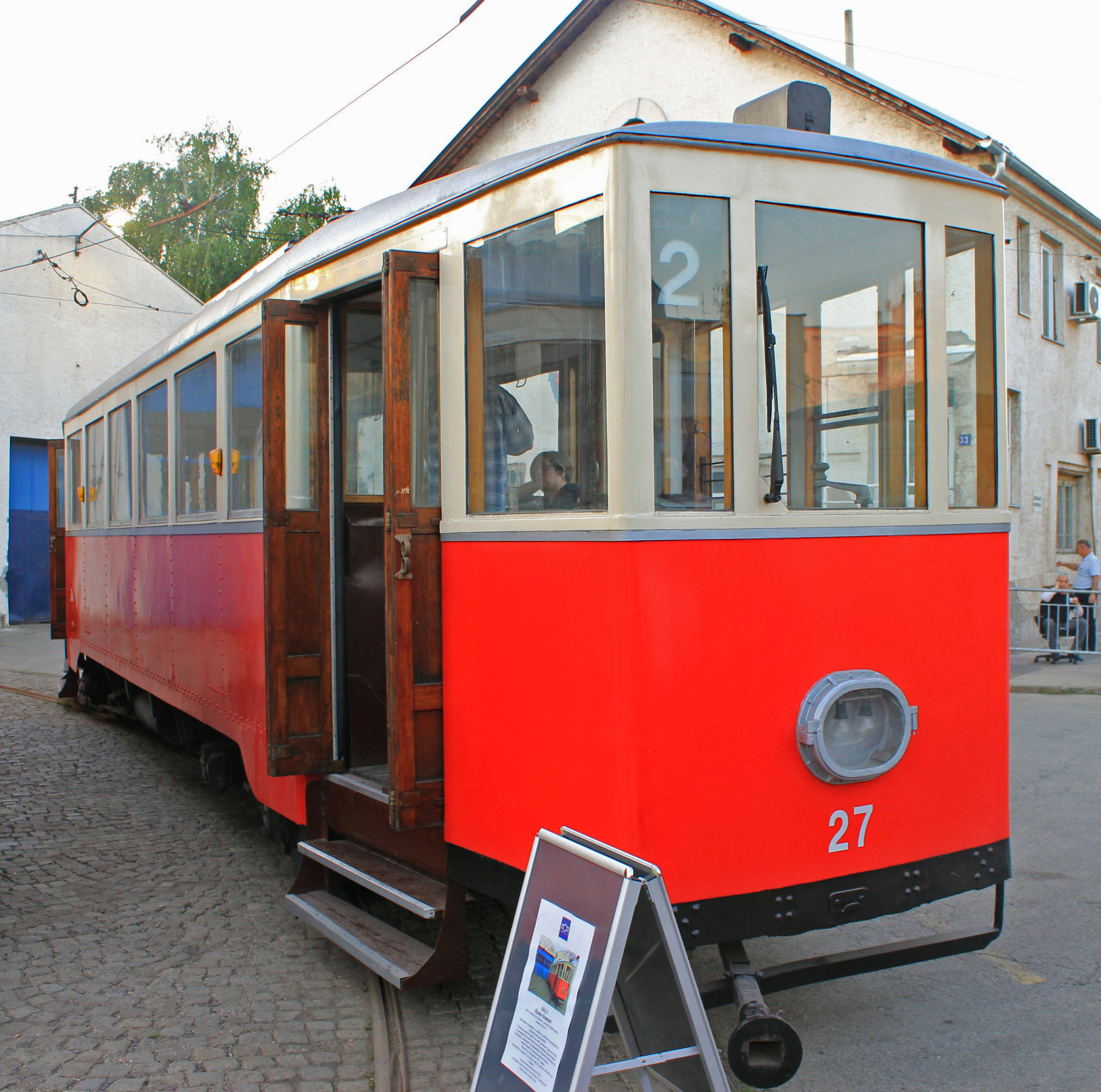
ترام براون بوفري من فترة ما قبل الحرب العالمية الثانية في بلغراد ، صربيا